# Janildes Fernandes
Janildes Fernandes Silva (São Félix do Araguaia, 23 de agosto de 1966) é uma ciclista olímpica brasileira.
Pertencente a uma família recheada de ciclistas, Janildes é a que acumula os melhores resultados do "clã" Fernandes (as outras são as irmãs Clemilda e Márcia, e a prima Uênia).
Possui três Olimpíadas no currículo - Sydney 2000, Atenas 2004 e Londres 2012, onde chegou liderar a corrida de estrada feminina, mas se envolveu em uma queda e abandonou.
Janildes possui dois pódios em pan-americanos: foi medalha de bronze em Winnipeg 1999, e medalha de prata em Santo Domingo 2003.
Participou também dos Jogos Pan-Americanos de 2007, no Rio de Janeiro, onde obteve o quinto lugar na estrada e sétimo lugar na pista. Nos Jogos Pan-Americanos de Guadalajara, em 2011, ficou com a 20ª posição.
Nas Olimpíadas do Rio 2016 Janildes foi convocada, mas ficou como reserva da equipe.